# Antoni Michał Puzyna
Antoni Michał Puzyna herbu Oginiec (zm. 24 marca 1752 roku) – kasztelan mścisławski w 1752 roku, chorąży nadworny litewski w 1728 roku, chorąży upicki w 1717 roku, starosta upicki w latach 1724–1732.
Był posłem na sejm 1729 roku z powiatu starodubowskiego. Poseł powiatu upickiego na sejm 1732 roku. 